# Marieke Spaans
Marieke Spaans (* 1972 in Amsterdam, Niederlande) ist eine in Deutschland lebende niederländische Cembalistin.

## Leben
Marieke Spaans spielt seit ihrem 8. Lebensjahr Cembalo. Sie studierte Cembalo bei Gustav Leonhardt am Sweelinck Conservatorium in Amsterdam, später auch Orgel und Hammerklavier. Sie unterrichtete von 1994 bis 2000 am Conservatorium van Amsterdam und von 1997 bis 2000 am Rotterdams Conservatorium. Seit 2004 ist sie Professorin für historische Tasteninstrumente an der Hochschule für Musik Trossingen. Im April 2019 wurde sie für eine vierjährige Amtszeit zur Prorektorin der Hochschule gewählt.
Sie gab und gibt regelmäßig Konzerte, mit Musikerkollegen wie John Holloway, Anton Steck, Jan Van Elsacker, Mechthild Karkow, Linde Brunmayr-Tutz und Werner Matzke.

## Diskografie (Auswahl)
- Bach: The Harpsichord Concertos for 3 and 4 Harpsichords (Trevor Pinnock, Lars-Ulrik Mortensen, Marieke Spaans, Marcus Mohlin, Cembalo, Concerto Copenhagen), Doppel-CD, CPO Records, 2015
- Sweelinck: The Complete Keyboard Works (u. a. Marieke Spaans, Cembalo und Virginal), 6 CDs, Glossa 2014
- Mozart: 6 Sonaten für Fortepiano & Violine KV 301-306 (Marieke Spaans, Tangentenflügel; Anton Steck, Violine), Doppel-CD, Deutschlandfunk, 2007
- Vivaldi: Violinconcertos (Combattimento Consort Amsterdam u.L.v. Jan Willen de Vriend, Gordon Nikolitch, Violine), CD, Challenge Classics, 2002
- Baroque Oboe Concertos – Portrait of Emmanuel Abbühl (Nieuw Sinfonietta Amsterdam), CD, Pan Classics, 2002